# 흥덕 나들목
흥덕 나들목(Heungdeok IC)은 경기도 용인시 기흥구 영덕동에 설치된 용인서울고속도로의 1번 교차로이자 용인서울고속도로의 기점이다.

## 연혁
- 2009년 7월 1일 : 용인서울고속도로 개통과 함께 통행 개시[1]

## 구조물 정보
- 위치: 경기도 용인시 기흥구 영덕동

## 접속하는 도로
- 지방도 제311호선 (동부대로, 직결)
- 간접 연결 : 중부대로 (국도 제42호선, 국가지원지방도 제98호선, 영통고가밑사거리 이용)
- 흥덕3로·봉영로